# Peyronnet (rivière)
Pour les articles homonymes, voir Peyronnet.
Le Peyronnet est une rivière française qui coule dans le département de la Gironde. C'est un affluent de la Petite Leyre et donc un sous-affluent de l'Eyre, fleuve côtier. 

## Géographie
Long de 13,1 km, le Peyronnet prend sa source dans les Landes de Gascogne, dans la commune de Lucmau (Gironde) sous le nom de Grave de la Prégounde et se jette par la rive gauche dans la Petite Leyre sur la commune de Luxey, dans le département des Landes.

## Principaux affluents
Il reçoit six petits affluents.

## Départements et communes traversées
- Gironde : Lucmau.
- Landes : Luxey, Callen.